# Brian Johnson
Brian Johnson (Dunston, 5. listopada 1947.) je britansko-australski rock pjevač i tekstopisac. Od 1980. godine pjevač je australske hard rock skupine AC/DC, s kojom je primljen u "Rock 'n' Roll kuću slavnih" 2003. godine. Johnson je također bio jedan od osnivača britanskog rock sastava Geordie. Nakon nekoliko hit singlova, uključujući i UK Top 10 "All Because of You" (1973.), sastav se raspao.
Nakon smrti frontmena AC/DC-a Bona Scotta 19. veljače 1980. godine, Johnson je bio pozvan na audiciju sastava u Londonu. Gitarist AC/DC-a i suosnivač Angus Young se sjeća: "Sjećam se Bon mi je puštao Little Richarda, i onda mi pričao o tome kad je vidio Johnsona kako pjeva [s Geordie]." O toj noći Bon je govorio: "Tu je taj tip koji vrišti iz sve snage, a zatim se baca na pod. On je na podu, valja se okolo i vrišti, mislio sam da je to sjajno, a onda, povrh svega - nisi mogao dobiti bolji bis - su došli i dovukli ga natrag". Tu noć Johnsonu je dijagnosticirano pucanje slijepog crijeva kasnije te večeri, zbog skakanja po pozornici.
Sastav se složio da Johnsonov stil pjevanja, odgovara stilu AC/DC glazbi. 
Johnsonov prvi album s AC/DC, Back in Black, je postao drugi najprodavaniji album u svijetu. Jedini prodavaniji od njega je Michael Jacksonov Thriller.

## Diskografija

### AC/DC
- 1980.:  Back in Black #2 Aus, #1 UK, #4 SAD, 42 milijuna prodanih primjeraka diljem svijeta
- 1981.: For Those About to Rock We Salute You #3 Aus, #3 UK, #1 SAD, četverostruka platinasta naklada
- 1983.: Flick of the Switch #3 Aus, #7 UK, #15 SAD, platinasta naklada
- 1984.: '74 Jailbreak #76 SAD, platinasta naklada
- 1985.: Fly on the Wall #5 Aus, #8 UK, #32 SAD, platinasta naklada
- 1986.: Who Made Who #3 Aus, #11 UK, #33 SAD, peterostruka platinasta naklada
- 1988.: Blow Up Your Video #2 UK, #12 SAD, platinasta naklada
- 1990.: The Razors Edge #1 Aus, #4 UK, #2 SAD, peterostruka platinasta naklada
- 1995.: Ballbreaker #6 UK, #4 SAD, dvostruka platinasta naklada
- 1997.: Volts (dio kompleta Bonfire)
- 2000.: Stiff Upper Lip #3 Aus, #7 SAD, platinasta naklada
- 2001.: Stiff Upper Lip Tour Edition #3 Aus, #7 SAD
- 2008.: Black Ice
- 2014.: Rock Or Bust